# Parafia św. Wojciecha Biskupa i Męczennika we Włynkówku
Parafia pw. Świętego Wojciecha Biskupa i Męczennika we Włynkówku – parafia rzymskokatolicka dekanatu Słupsk Wschód, diecezji koszalińsko-kołobrzeskiej, metropolii szczecińsko-kamieńskiej. Została erygowana przez biskupa Mariana Gołębiewskiego 27 sierpnia 1998 r.

## Miejsca święte

### Kościół parafialny
Kościół pw. św. Wojciecha Biskupa i Męczennika we Włynkówku

### Kościoły filialne i kaplice
- Kościół pw. św. Antoniego w Strzelinie
- Kaplica pw. Nawiedzenia Najświętszej Maryi Panny w Strzelinku
- Punkt odprawiania Mszy św. w Bydlinie

## Duszpasterze

### Proboszczowie
| Proboszczowie – okresy urzędowania w parafii | Proboszczowie – okresy urzędowania w parafii | Proboszczowie – okresy urzędowania w parafii |
| -------------------------------------------- | -------------------------------------------- | -------------------------------------------- |
| Dariusz Jakubek                              | 1998–2002                                    |                                              |
| Antoni Łabędź                                | 2002–2010                                    |                                              |
| Mariusz Sitko                                | od 2010                                      |                                              |